# Lorraine Schembri Orland
Lorraine Schembri Orland (* 21. Juni 1959 in Malta) ist eine maltesische Juristin und Richterin am Europäischen Gerichtshof für Menschenrechte.

## Leben und Wirken
Schembri Orland studierte bis 1976 Rechtswissenschaften an der Universität Malta und arbeitete nach ihrem Studium als Parlamentskorrespondentin für The Times of Malta. 1981 wurde sie von der Universität Malta zur Dr. iur. promoviert. Anschließend arbeitete sie in Malta als Rechtsanwältin, vor allem als Barrister, und spezialisierte sich auf Familien- und Eherecht. 1988 wurde sie Präsidentin des nationalen maltesischen Frauenrats und noch im selben Jahr gewähltes Exekutivmitglied des Conseil International des Femmes (CIF). In den folgenden Jahren war sie Mitglied in diversen internationalen Ausschüssen zur Verbesserung der Frauenrechte und dem Abbau geschlechtsspezifischer Diskriminierung. 1996 erwarb sie zudem den Titel der Magistra iuris in Europäischem Recht. 2000 war sie eine der maßgeblichen Entwurfsverfasserinnen des maltesischen Gesetzes gegen häusliche Gewalt. 2012 wurde Schembri Orland Richterin in der Ersten Halle des maltesischen Zivilgerichtshofs.
Im April 2019 wurde Schembri Orland als Nachfolgerin von Vincent De Gaetano als Vertreterin Maltas zur Richterin am Europäischen Gerichtshof für Menschenrechte gewählt. Sie trat ihre voraussichtlich bis 2028 dauernde Amtszeit am 20. September 2019 an.